# Dawid Szufryn
Dawid Szufryn (* 29. Mai 1986 in Nowy Sącz) ist ein polnischer Fußballspieler.
2003 begann Szufryn seine Profikarriere bei seinem Heimatverein Sandecja Nowy Sącz. Dort war er von 2005 bis 2008 wichtige Säule der ersten Mannschaft und sammelte Spielpraxis in Polens zweit- und dritthöchster Spielklasse.
In der Winterpause der Saison 2008/2009 wurde der zweimalige polnische Meister und Erstligist Polonia Bytom auf den Verteidiger aufmerksam und nahm ihn unter Vertrag.
Nachdem Szufryn dort nicht zum Zuge gekommen war, wechselte er 2009 zu Kolejarz Stróże.